# Willcox
Willcox és una població dels Estats Units a l'estat d'Arizona. Segons el cens del 2007 tenia 3.787 habitants.

## Demografia
Segons el cens del 2000, Willcox tenia 3.733 habitants, 1.383 habitatges, i 947 famílies La densitat de població era de 240,2 habitants/km².
Dels 1.383 habitatges en un 34,3% hi vivien nens de menys de 18 anys, en un 51,6% hi vivien parelles casades, en un 12,2% dones solteres, i en un 31,5% no eren unitats familiars. En el 27,5% dels habitatges hi vivien persones soles el 13,2% de les quals corresponia a persones de 65 anys o més que vivien soles. El nombre mitjà de persones vivint en cada habitatge era de 2,65 i el nombre mitjà de persones que vivien en cada família era de 3,25.
Per edats la població es repartia de la següent manera: un 29,4% tenia menys de 18 anys, un 8,1% entre 18 i 24, un 24,4% entre 25 i 44, un 22,2% de 45 a 60 i un 16% 65 anys o més.
L'edat mediana era de 37 anys. Per cada 100 dones de 18 o més anys hi havia 92,5 homes.
La renda mediana per habitatge era de 24.334 $ i la renda mediana per família de 31.411 $. Els homes tenien una renda mediana de 30.281 $ mentre que les dones 15.532 $. La renda per capita de la població era d'11.815 $. Aproximadament el 21,6% de les famílies i el 27% de la població estaven per davall del llindar de pobresa.

## Poblacions més properes
El següent diagrama mostra les poblacions més properes.